# Coup de poing semi-circulaire
Pour les articles homonymes, voir Swing.
 (février 2024).
Le coup de poing circulaire est un coup de poing exécuté à 45° et envoyé de bas en haut. C’est une technique dite « mixte » à mi-chemin entre un uppercut et le crochet de boxe. Ce coup remonte mais atteint les cibles latérales.

## En boxe anglaise
On attribue l’invention de ce coup à Kid Gavilan qui combine à l’origine un uppercut du bras droit, un cross et un swing. Il le popularise sur le ring dans les années 1940 et les années 1950. 
Auparavant dans les années 1930, le boxeur Ceferino Garcia utilise cette technique avec grande dextérité. Les journalistes et commentateurs de boxe de l’époque appellent cette forme gestuelle le « coup de bolo » (le « bolo » est également une sorte de cravate originaire d’Arizona). Ce coup ressemble étrangement à une technique de maniement de couteau philippin (pour découper la végétation). Garcia explique sa dextérité car dans sa jeunesse il a découpé la canne-à-sucre dans les plantations philippines ; cela avec une « machette bolo » qu’il maniait à l’image d’un uppercut rapide.
En boxe, il peut s’apparenter à un « coup de fouet », c’est-à-dire une vive frappe donnée avec relâchement. Le boxeur philippin Macario Flores est le légendaire praticien du bolo-punch. Selon le journal, Tacoma News Tribune du 27 mars 1924 (États-Unis) : « Flores utilise son poing à l’image d’un coup de machette d’indigène philippin. Le coup est non seulement puissant mais également rapide comme l’éclair et donc difficile à voir venir[réf. souhaitée]. »
Dans l’histoire de la boxe anglaise du XXe siècle, le meilleur spécialiste de bolo-punch est Sugar Ray Leonard. À l’occasion de deux grands combats, Leonard utilise ce coup. D’abord lors sa revanche face à Roberto Durán puis contre Thomas Hearns dans leur deuxième face à face. On a également un exemple de K.O par bolo-punch, lors du combat en poids lourds (en 1999) qui oppose Ike Ibeabuchi à Chris Byrd. Les grands champions Roy Jones Jr. et Joe Calzaghe sont également des spécialistes de ce coup.

## Galerie

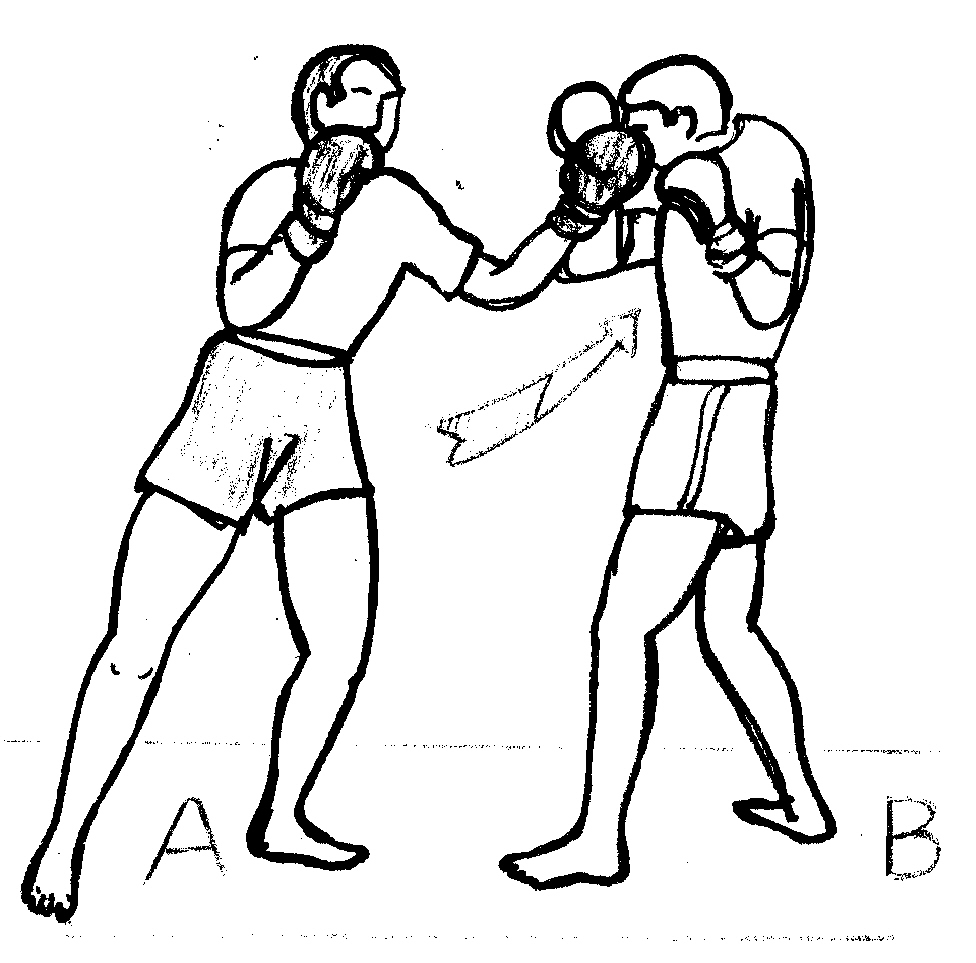
Bolo-punch en attaque avec inclinaison du buste.
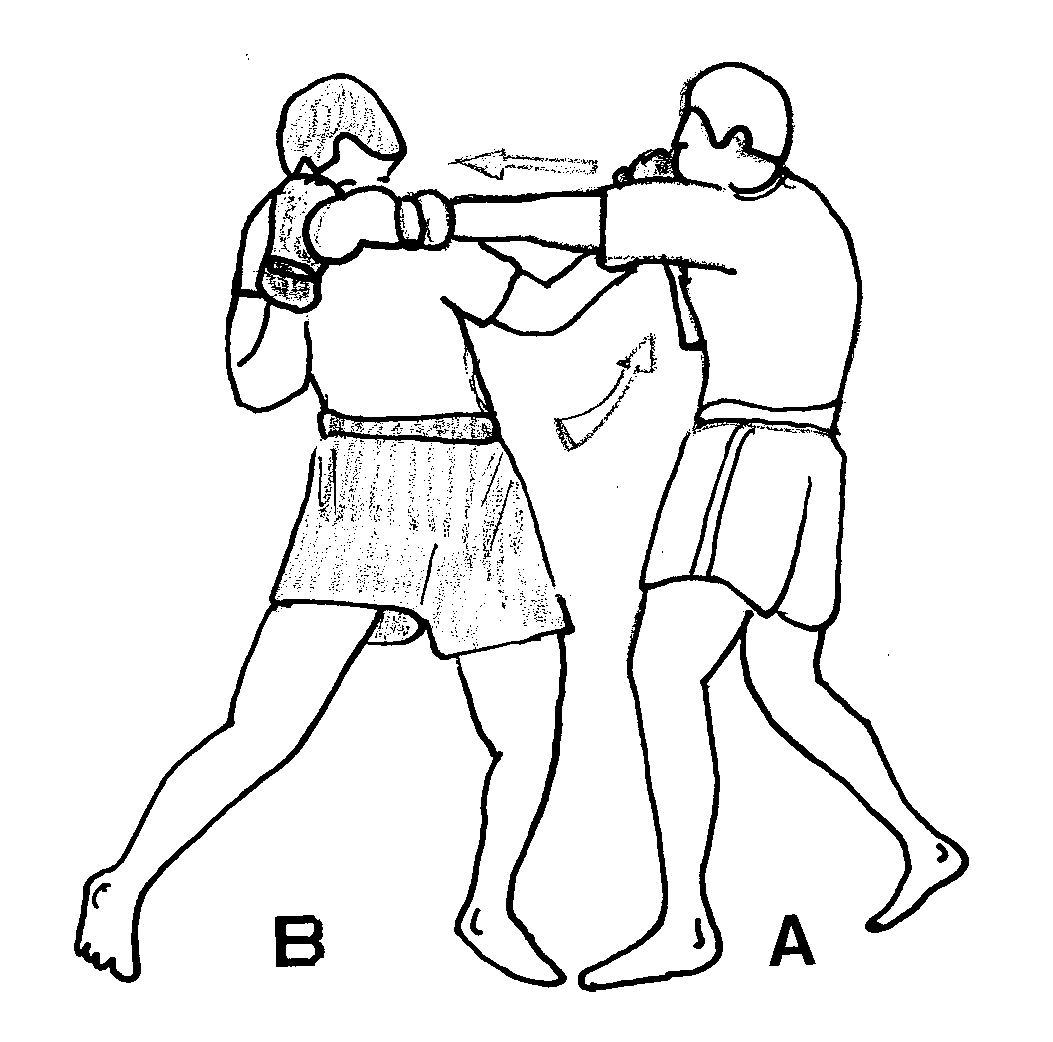
Bolo-punch en contre (tronc sur l’extérieur) sur une attaque en jab.
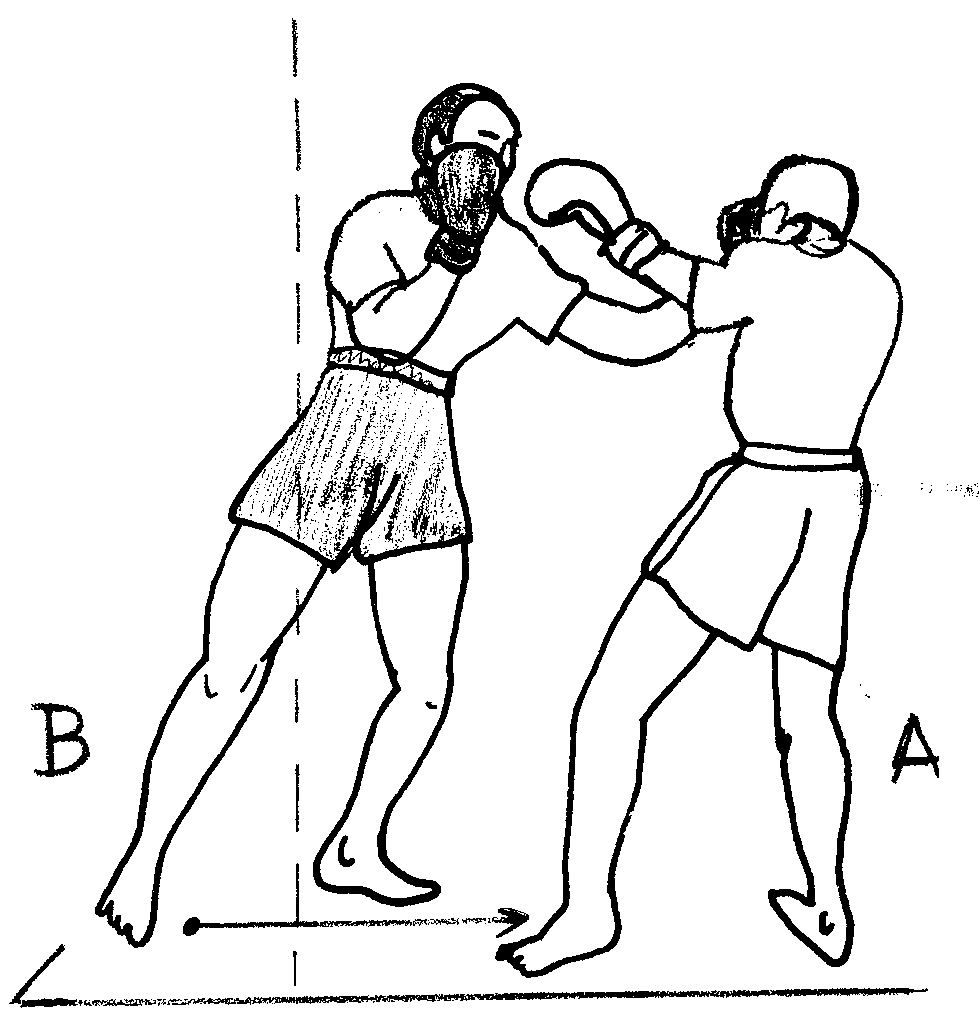
Bolo-punch en contre (tronc sur avant) lors du déclenchement d’un jab.